# Zastava Sirije
Otkako je dobila nezavisnosti od Francuske 1946. godine, Sirija je rabila nekoliko različitih zastava, redom panarapskih boja: zelene, crvene, crne i bijele. Isprva je rabljena takozvana »zastava nezavisnosti«, trobojnica sa zelenom, bijelom i crnom bojom te tri crvene petokrake zvijezde. Nju je kasnije zamijenila trobojnica crvene, bijele i crne boje s dvije ili tri zelene petokrake zvijezde ili nacionalnim grbom. Padom baasističkog režima 8. prosinca 2024. godine, »zastava nezavisnosti« ponovno je ušla u uporabu u Sirijskom Parlamentu te tranzicijskoj vladi Sirije, kao i u ambasadama unutar drugih zemalja. Tranzicijska vlada ponegdje rabi i dodatnu zastavu sa šehadetom pisanim crnom na bijelom polju.

## Povijest

### Ujedinjena Arapska Republika i baasistička Sirija
Poslijednja zastava Sirije koristila od 1982. do 2024. tijekom režima Hafeza i Bašira al-Asada. 
Na zastavi se nalaze crvena, bijela, crna i zelena, tradicionalne pan-arapske boje. Crvena simbolizira krv mučenika, bijela dinastiju Emevijja, crna dinastiju Abasija, a zelena dinastiju Fatimija. Dvije zvijezde simboliziraju Egipat i Siriju, dvije nacije u Ujedinjenoj Arapskoj Republici.